# McKey Sullivan
McKey Sullivan (tên khai sinh: Brittany Sullivan), sinh ngày 09 tháng 9 1988), là một cựu người mẫu thời trang Mỹ, gây được nhiều chú ý với tư cách người chiến thắng mùa thi thứ 11 của America's Next Top Model.

## Thuở nhỏ
McKey Sullivan sinh ra trong một gia đình gồm: ba và mẹ là Michael & Gayle Sullivan, cùng ba anh em: Bridgette, Jimmy, và Mikey.
Cô đã tốt nghiệp trung học Lake Forest (Illinois) và đang là sinh viên năm hai của trường Cao đẳng Ripon (Wisconsin), ngành hoá sinh học và ngành quản lý đô thị. McKey đã từng tham gia lớp đấu vật cùng với bạn trai. cũng từng tham gia hội chợ Bristol Renaissance Faire (tạm dịch: Hội chợ Phục hưng Briston) và gây ấn tượng với khiếu thời trang trung cổ của mình.
McKey Sullivan thử sức tại cuộc thi lớn do Elité tổ chức mang tên Elite Model Look trong lúc bị chấn thương và giành được quyền tham gia ở khu vực vùng.
Cái tên McKey đã xuất hiện từ trước khi cô tham gia chương trình America's Next Top Model, được biến thể từ cái tên McKenzie. Cô nói: "McKey là biến thể của McKenzie mà chỉ riêng tôi có – cái tên thoạt đầu mẹ tôi dự định đặt. McKenzie đã gần như là tôi, Brittany là tôi, và McKey là con người tôi phải hoá thân."

## America's Next Top Model
McKey Sullivan tham gia phỏng vấn lần đầu vào mùa thi thứ 9 của ANTM, nhưng bị chê là không đủ tiêu chuẩn. Sau thất bại lần đầu, cô tiếp tục tham gia phỏng vấn lần hai, được vào vòng chung kết và bất ngờ đánh bại 13 cô gái còn lại và giành chiến thắng trong mùa thi 11.
Vòng chung kết mùa thi 11 rất đặc biệt, có ba thí sinh cùng tên là Brittany để phân biệt các cô được gọi là: Brittany B. (Brittney Brown), Brittany R. (Brittany Rubalca) và Brittany S. (Brittany Sullivan), cả ba cùng được chọn tham gia vào vòng cuối cùng để giành danh hiệu America's Next Top Model. Để tránh nhầm lẫn, Tyra Banks đã yêu cầu hai trong số các cô đổi tên. Và Brittany Sullivan chọn tên 'McKey' theo tên 'McKenzie' mẹ cô dự định đặt lúc mới sinh, cũng như theo tên mà các bạn cùng trường gọi. Hiện tại, cô vẫn dự định tiếp tục dùng cái tên này sau khi chương trình kết thúc. Lúc tham gia chương trình, bộ tóc có màu đỏ hung nhưng sau đó đã được các chuyên viên của ANTM cắt ngắn và nhuộm đen, nhằm tôn lên những đường nét nam tính độc đáo trên khuôn mặt.
Trong suốt quá trình diễn ra cuộc thi, cô được kì vọng là một trong những ứng viên tiềm năng cho danh hiệu mà chương trình đặt ra với hai lần dẫn đầu bảng xếp hạng, hai lần chiến thắng thử thách và một lần "suýt" chiến thắng thử thách. Trong tập đầu tiên khi chương trình ghi hình tại Amsterdam, các cô gái được giao nhiệm vụ phải làm quen được càng nhiều nhà thiết kế-tạo mẫu càng tốt, cô gái nào gặp mặt nhiều nhà tạo mẫu và gây được ấn tượng sâu sắc nhất sẽ chiến thắng thử thách của tuần. McKey đã được cả bốn nhà thiết bình chọn là người mẫu xuất sắc nhất trong thử thách. Nhưng tiếc thay cô không thể nhận được giải thưởng vì đã dùng quá thời gian quy định cho thử thách và nhường danh hiệu cũng như giải thưởng cho Analeigh Tipton (Về ba).
McKey Sullivan là thí sinh thứ tư và là người chiến thắng thứ hai trong chương trình chưa từng bị xếp chót bảng xếp hạng (trước đó là Joanie Dodds – người về nhì mùa 6, Jaslene Gonzalez – người chiến thắng mùa 8 và Anya Kop – người về nhì của mùa thi 10. Ngoài ra, cô còn là người chiến thắng thứ ba đến từ bang Illinois (trước đó là Adrianne Curry – mùa 1 và Jaslene Gonzalez – mùa 8). Tính tại thời điểm ghi hình, cô là người chiến thắng trẻ nhất trong lịch sử ANTM cùng với Nicole Linkletter. Cô đồng thời giữ danh hiệu người chiến thắng cao nhất trong lịch sử ANTM, với chiều cao 1m83 (6 ft. 0inch).
Sau khi chiến thắng, cô đã giành được một hợp đồng quảng cáo với thương hiệu mỹ phẩm CoverGirl, một hợp đồng với công ty quản lý người mẫu Elite Model Management trị giá $100.000, sáu trang bìa và bài phỏng vấn độc quyền trên tạp chí Seventeen, sở hữu một tấm bảng quảng cáo tại quảng trường Thời đại. Cô cũng đã được chọn tham gia chiến dịch quảng cáo của chuỗi siêu thị Wal-Mart, cũng như chiến dịch quảng cáo khắp quốc gia của CoverGirl.
| “ | Bây giờ tôi là một America's Next Top Model, và từ đây mọi thứ bắt đầu, tôi sẽ tiếp tục vững bước. Tôi sẽ tiếp tục bay cao, giữ chặt bầu năng lượng cho sự nghiệp này. Đây chính là một giấc mơ có thực. Chúa ơi, tôi vừa chiến thắng America's Next Top Model, không thể tin được! | ” |

## Sự nghiệp sau này

### Học tập
McKey Sullivan đang theo học tại Cao đẳng Ripon. Ngành chuyên môn là Hoá sinh học và cô mong ước sau này sẽ có cơ hội làm việc trong ngành y hay là làm việc tại một trường luật. Cô hiện lên kế hoạch chuyển đến định cư tại New York để tiếp tục sự nghiệp người mẫu, và mục tiêu xa hơn là kết thúc sự nghiệp ở Paris.

### Người mẫu

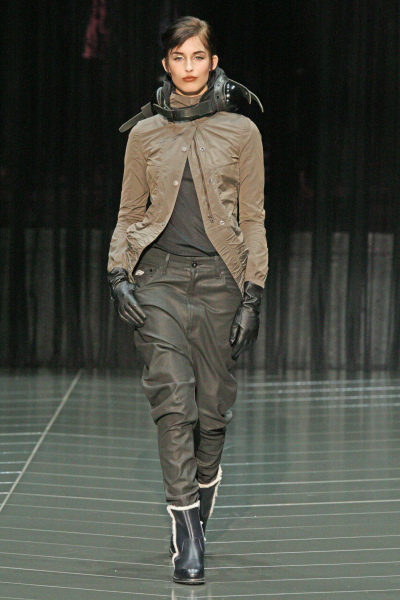
Sullivan tại show trình diễn của G-Star Raw. Tác giả: Ed Kavishe, [http://www.fashionwirepress.com/ Fashion Wire Press

McKey hiện đang ký hợp đồng với Elite Model Management tại hai phân nhánh New York và Chicago. Tháng 12 2008, Sullivan được mời phỏng vấn trên tuần san In Touch Weekly. Rồi tháng 2, cô xuất hiện trên bìa tạp chí Seventeen – đây là giải thưởng nhà sản xuất chương trình ANTM hứa trao tặng, và tạp chí Forest & Bluff (số ra tháng 1/2009). Gần đây cô được Yahoo Style mời tham gia quảng cáo cùng với Whitney Thompson. Ngoài ra, cô còn tham gia vào quỹ Make a Wish Foundation (trong loạt quảng cáo của CoverGirl).
Tại tuần lễ thời trang quốc tế Amsterdam, cô tham gia trình diễn trong bộ sưu tập của nhà thiết Eva và Delia (nhãn hiệu EиD), Mada van Gaans, Ready to Fish của Ilja Visser và Addy van den Krommenacker. Mùa thu 2009, McKey tiếp tục nhận lời mời trình diễn cho G-Star trong Tuần lễ Thời trang Mercedes-Benz. Cô được tạp chí People xướng tên trong danh sách 100 phụ nữ xinh đẹp nhất năm 2009.